# 平等寺 (桜井市)
平等寺（びょうどうじ）は、奈良県桜井市三輪にある曹洞宗の寺院。山号は三輪山。本尊は十一面観音。かつては大御輪寺、浄願寺と共に三輪明神（現・大神神社）の神宮寺であった。三輪別所ともいう。

## 歴史
伝承によれば、聖徳太子の開基、慶円の中興とされている。『大三輪町史』は、平等寺以前の大三輪寺遍照院の存在から空海開基説の存在も述べている。
平等寺が前述資料に明確に現れてくるのは鎌倉時代以降であり、初見は「弥勒如来感応抄草」の嘉禎2年（1236年）である。同書によれば慶円によって、三輪神社の傍らに真言灌頂の道場が建立され、その道場が「三輪別所」であった。この当時、平等寺が存在して「三輪別所」と呼称されており、その後比較的早い時期に「平等寺」という寺号で呼ばれることとなったことは確実であり、これが、現在史料で明確に確認できる最古の例である。
鎌倉時代末期から明治の廃仏毀釈までは、三輪明神の別当寺の地位にたっていた。一方で、「大乗院寺社雑事記」には、興福寺が平等寺に御用銭を課していることが見られ、大和国の他の寺院同様、興福寺の末寺でもあった。また、同時に修験道を伝えていたことから、醍醐寺との関係も保持していた。そのため、内部に「学衆（興福寺大乗院）」と「禅衆（醍醐寺三宝院）」という、二つの僧侶集団が作られ、両者が共存する関係にあった。室町時代中期には、禅衆と学衆が激しく争ったことも、「大乗院寺社雑事記」には描かれている。
江戸時代には、興福寺の支配を離れ、真言宗の寺院となりつつも、修験道も伝えていた。平等寺は内供といって皇室の祈願をするお寺でもあり、朱印地の石高は80石。また、伽藍配置は、室町時代の絵図により知られる。それによると、三輪明神の南方に慶円上人開山堂のほか、行者堂・御影堂・本堂・一切経堂など、東西500m南北330mの境内地に本堂をはじめとする七堂伽藍のほか12坊舎が存在したことがうかがわれる。旧本堂跡地は現在地の300m東にあり、三輪の1番地である。
慶長5年（1600年）9月15日の関ヶ原の戦いで島津軍は、徳川の軍勢の真っただ中を切り抜けて逃げ、軍勢はわずか80名になった。名張から一軍は京都に、一軍は大阪に、一軍は吉野に逃げ、島津義弘以下、第一家老の川上四郎兵衛はじめ本部隊の13名が平等寺に落ちのびた。義弘主従は11月28日までの70日間逗留し、住職から帰りの舟を買うお金、銀一貫目（約4キロ）を借り薩摩国に帰還した。慶長5年（1600年）11月28日付の借用証には、用立ての銀子は一貫目、借用の判人として、長谷場織部祐、川上久右衛門、町田源六、伊集院弥兵左衛門、本田主水祐、三原七右衛門、白浜三四郎、川上助七、川上四郎兵衛、喜入摂津守、旅庵、新納新八郎など重臣14名の名を連ねている。それから後の島津家は平等寺を大事にし、江戸時代の中頃には三間四面屋根紋付の護摩堂を一寄進で建立し、幕末までの300年間、毎年鹿児島米40石（153俵）とご祈祷料銀5枚を奉納した。
当時の平等寺は南都大乗院の末寺であるが、大峰勤行の寺院でもあって、高野山金剛峯寺と同格であった。醍醐の三宝院などの大峰入りに関して、たびたび大先達役を勤仕した。それで、後年江戸幕府の大峰参詣の代参を奉仕して、その御礼を献上するために文化11年（1814年）江戸に下っている。その道中記事「御礼献上記」は現存している。薩摩の島津家の大峰入りに関しても例外ではなく、恒例の行事として奉仕していた。
1868年（明治元年）、神仏分離の太政官布告が出される。これにより、1870年（明治3年）には、平等寺は大御輪寺、浄願寺と共に三輪神社の神官が管理するにいたり、堂舎は破壊され、廃止となる。1959年（昭和34年）の『大三輪町史』には、「三輪小学校北側の道を三輪山の方へ登って行く道を平等寺坂といい、この道を進んで翠松庵の横、大行事神社の前の坂道を登りつめると、平等寺跡がある。もと高野山の所管であったが、のちには奈良の大乗院の末流となった。いまから750年ほど前、僧慶円がこの寺に来て平等寺といい、大神神社の神宮寺のようになり、社僧は大神神社の式事を勤めた。境内の広さは南北328メートル、東西490メートルもあって、本堂は六間四面の瓦葺、本尊は聖徳太子御自作と伝える十一面観音秘仏であった。その他維摩堂・御影堂・上人堂・鐘楼などいろいろな建物があり、大智院・中之坊・常楽院・多楽院・吉祥院など九ヵ坊の僧房があった。明治元年神仏分離のとき、僧侶たちは還俗し、お寺はつぎつぎになくなって、現在はただその石垣ばかりが残っている。」「現在はその伽藍は存在せず、わずかに塔中の石垣のみが遺跡として存在する」と記されたが、実際には廃仏毀釈の直後、小西家より現境内地の寄進を受け、廃仏毀釈前の平等寺住職・覚信和尚と町内有志18名が塔頭の一部を境内に移し、本尊十一面観世音菩薩、三輪不動尊、慶円上人像、仏足石等を守り、曹洞宗慶田寺住職・梁天和尚が翠松庵の寺号を移し曹洞宗に改宗し法灯を護持した。
1977年（昭和52年）、曹洞宗の寺院、「三輪山平等寺」として再興した。丸子孝法の16年間の托鉢によって現在は伽藍も復元されている。
1987年（昭和62年）7月29日、慶長5年（1600年）から387年経って、鹿児島県から川上四郎兵衛一行が平等寺を参拝し、本堂にて島津義弘並びに藩士の追悼供養法要が厳修され、その折、島津義弘自作の薩摩琵琶「小敦盛」が奉納弾奏された。1987年（昭和62年）11月4日、島津氏第32代当主・島津修久の招待により平等寺住職・丸子孝法が福昌寺跡の島津義弘並びに歴代藩主の墓前に参拝した。

## 境内
- 本堂（座禅堂） - 1987年（昭和62）再建。寺伝によると聖徳太子自作と伝わる本尊、十一面観世音菩薩、薬師如来、阿弥陀如来、地蔵菩薩、聖徳太子像を祀る[4]。
- 波切堂 - 波切不動明王を祀る[4]。
- 不動堂 - 寺伝によると弘法大師自作と伝わる三輪不動尊、役行者、理源大師を祀る[4]。
- 十六羅漢石像
- 二重塔（釈迦堂） - 2004年（平成16）再建。
- 赤門 - かつては重層の門があったが1976年（昭和51年）に当時の住職が手作りで建立した[4]。
- 稲荷社 - 伏見稲荷、豊川稲荷、孫太郎稲荷を祀る[4]。
- 庫裏
- 聖徳太子像
- 鐘楼堂 - 1987年（昭和62年）再建。鐘楼は人間国宝香取正彦の指導のもと鋳造された[4]。
- 山門 - 再興以前から残っていた唯一の建造物。山の辺の道に接している。

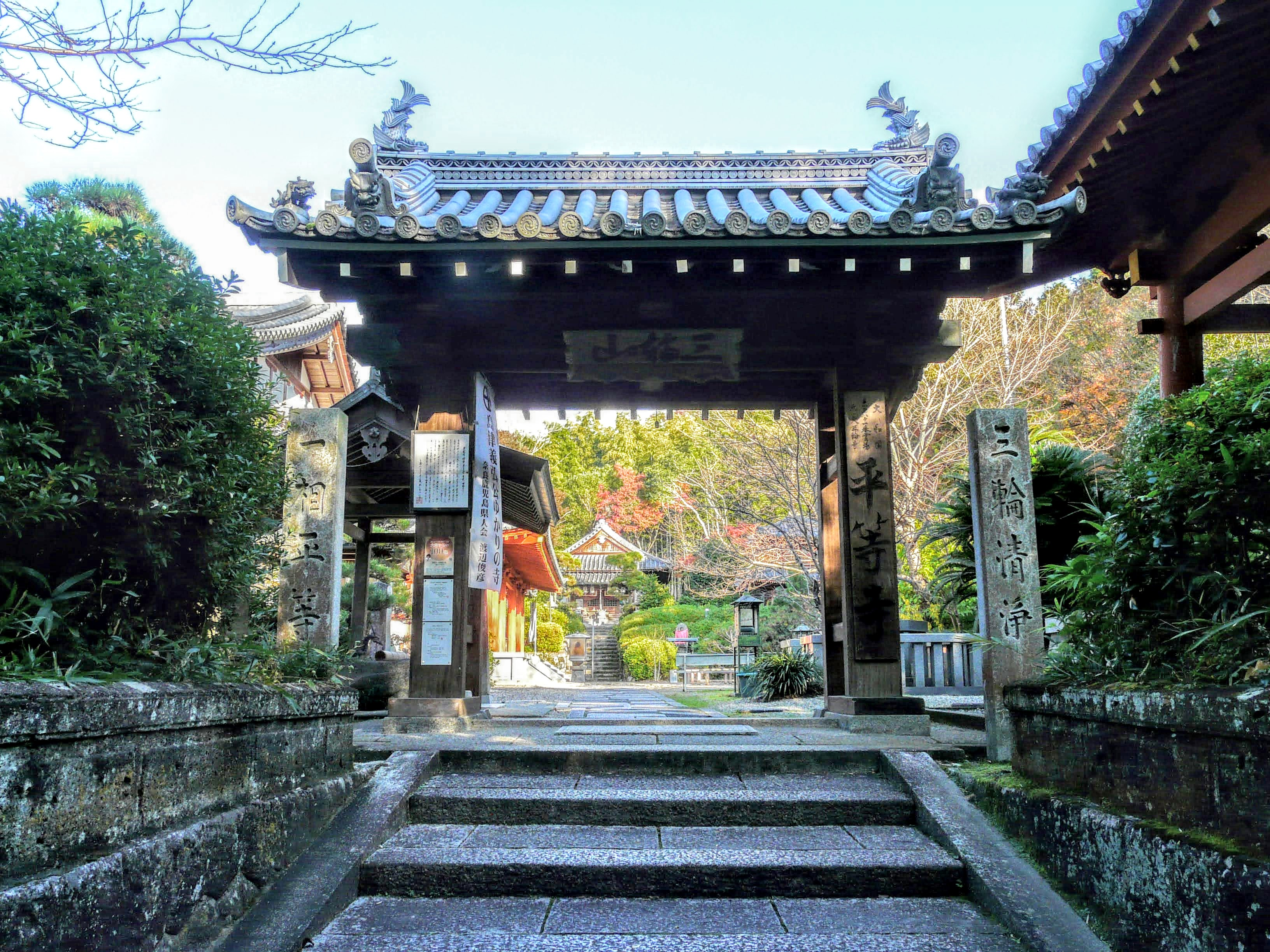
山門
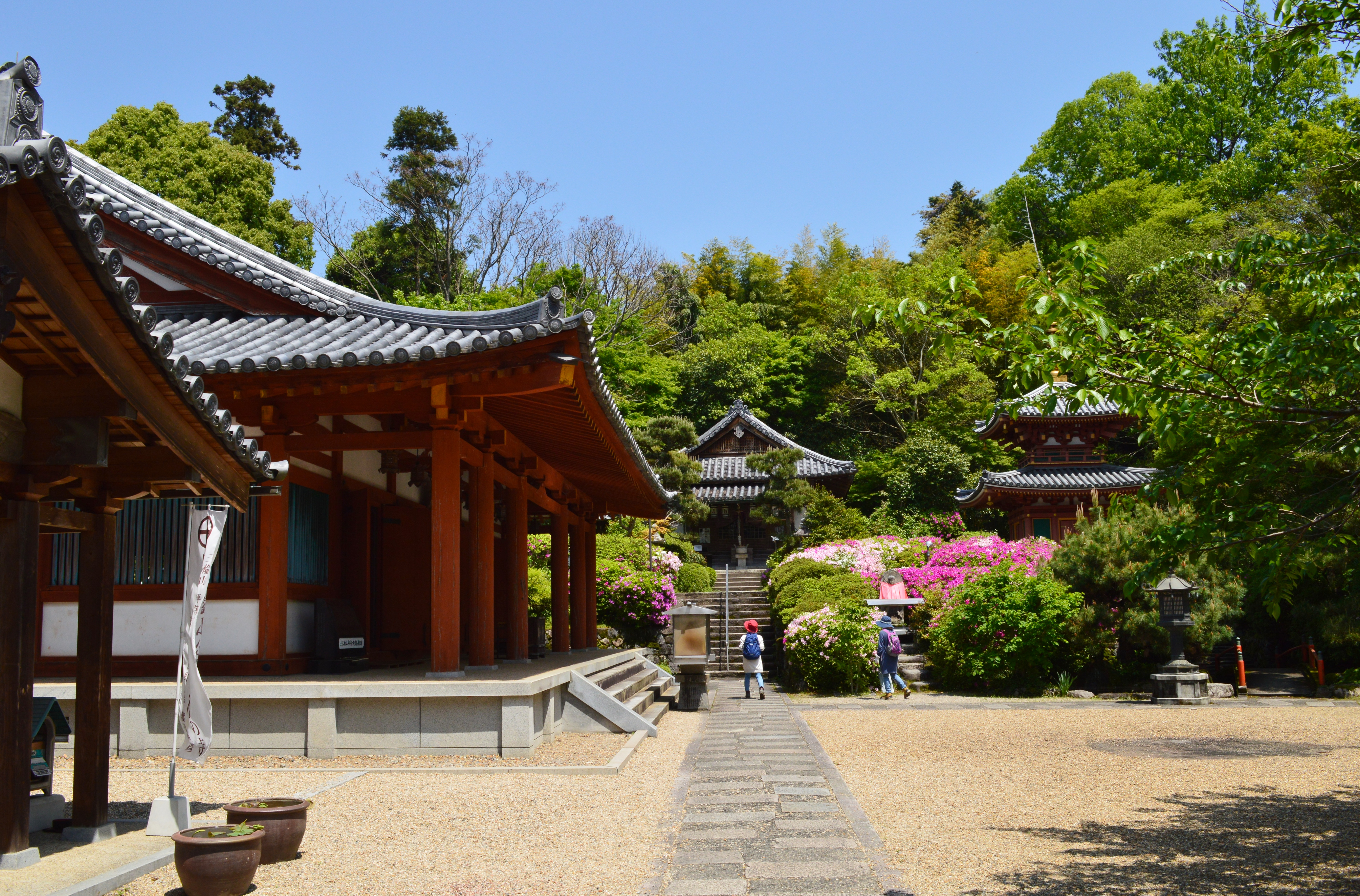
山門を入って見える境内
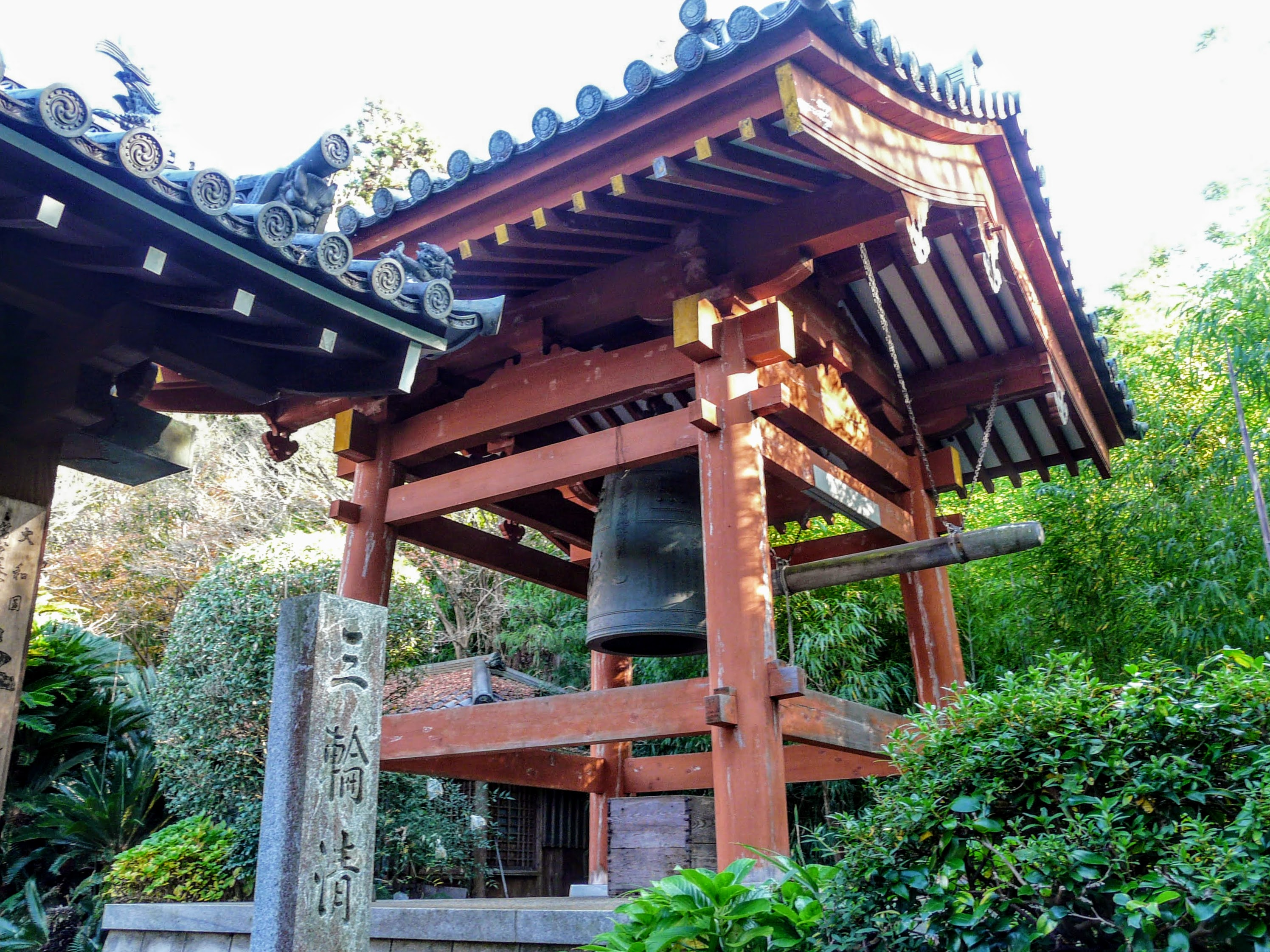
鐘楼堂
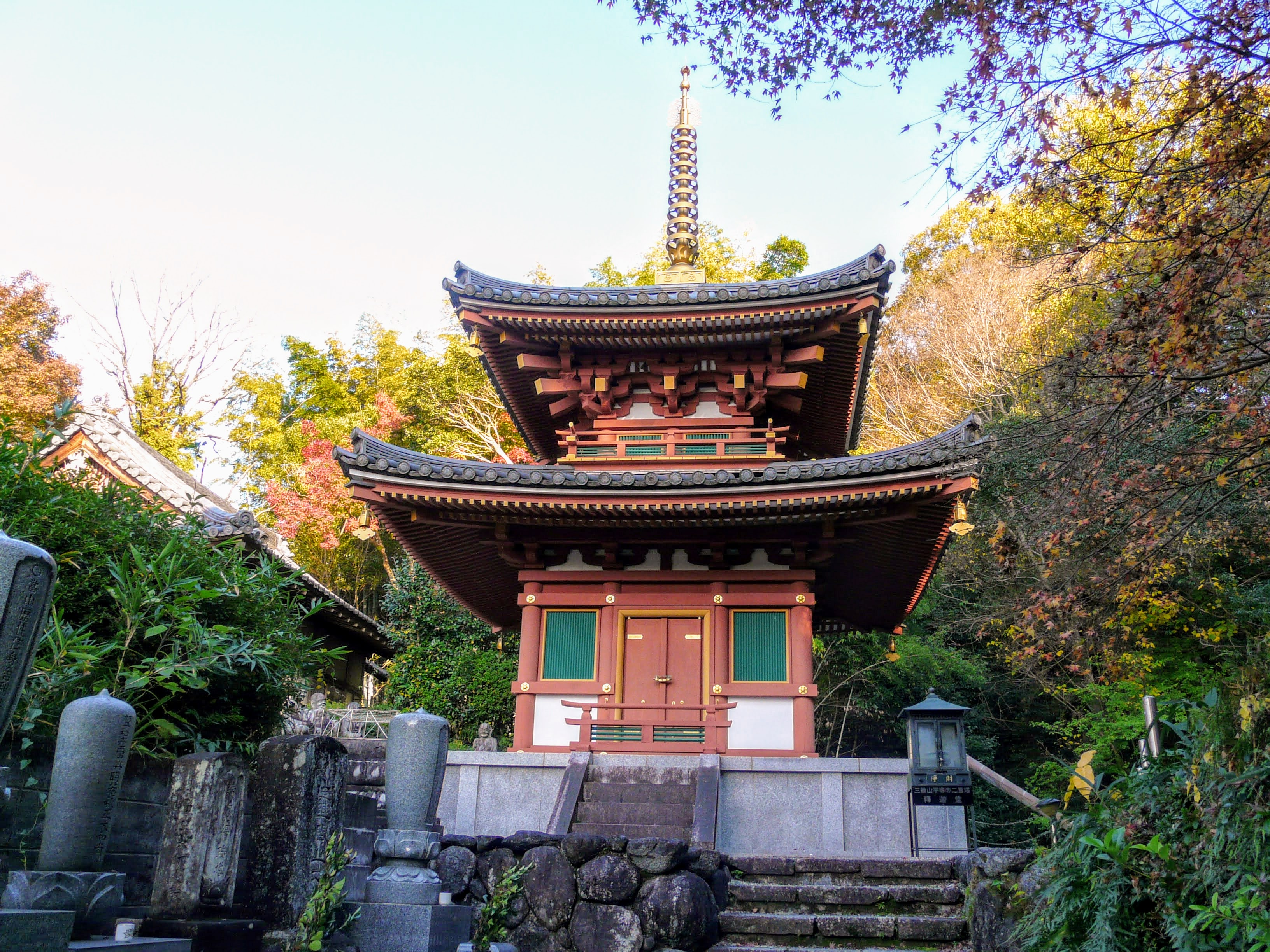
二重塔釈迦堂
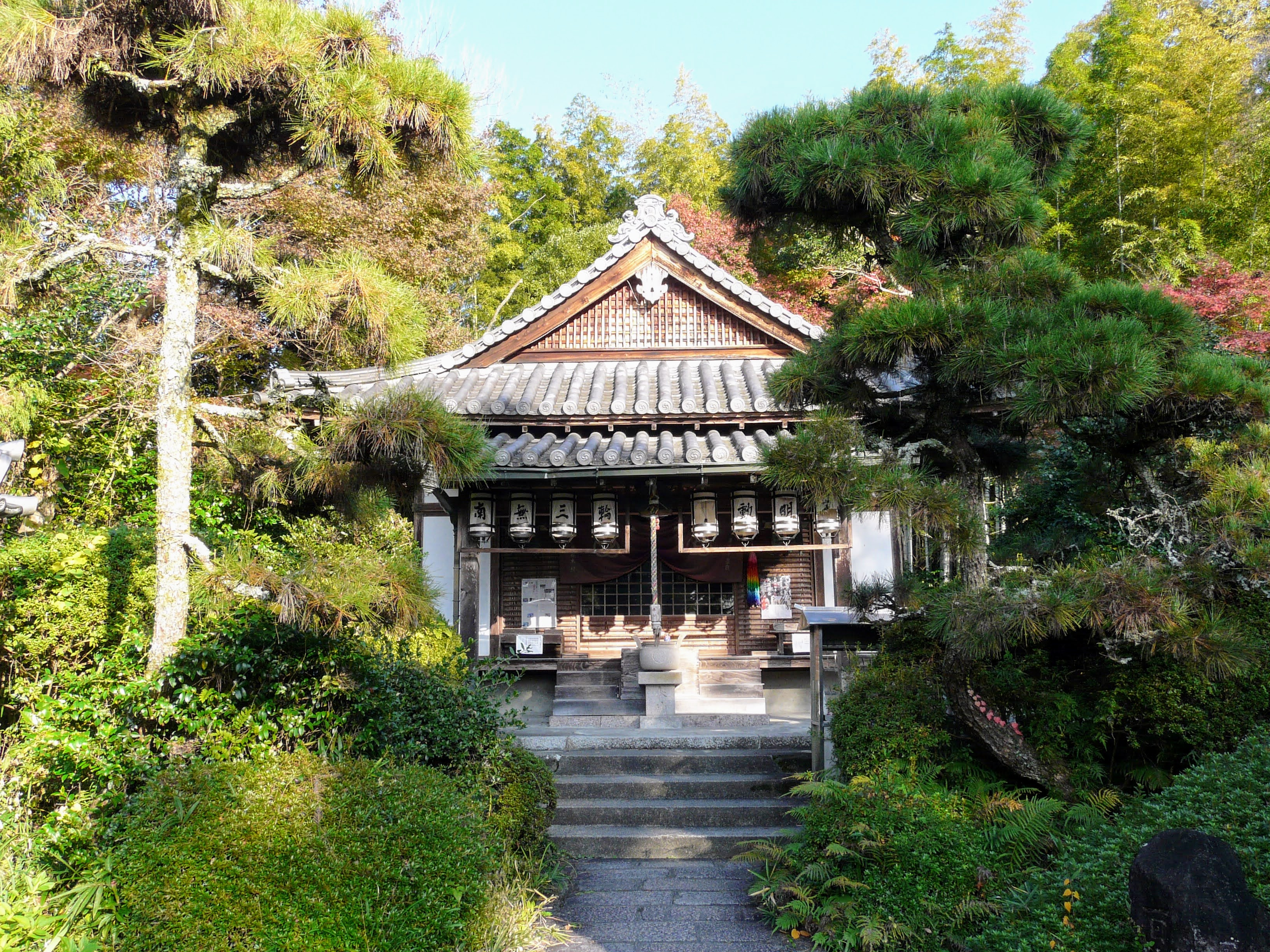
不動堂
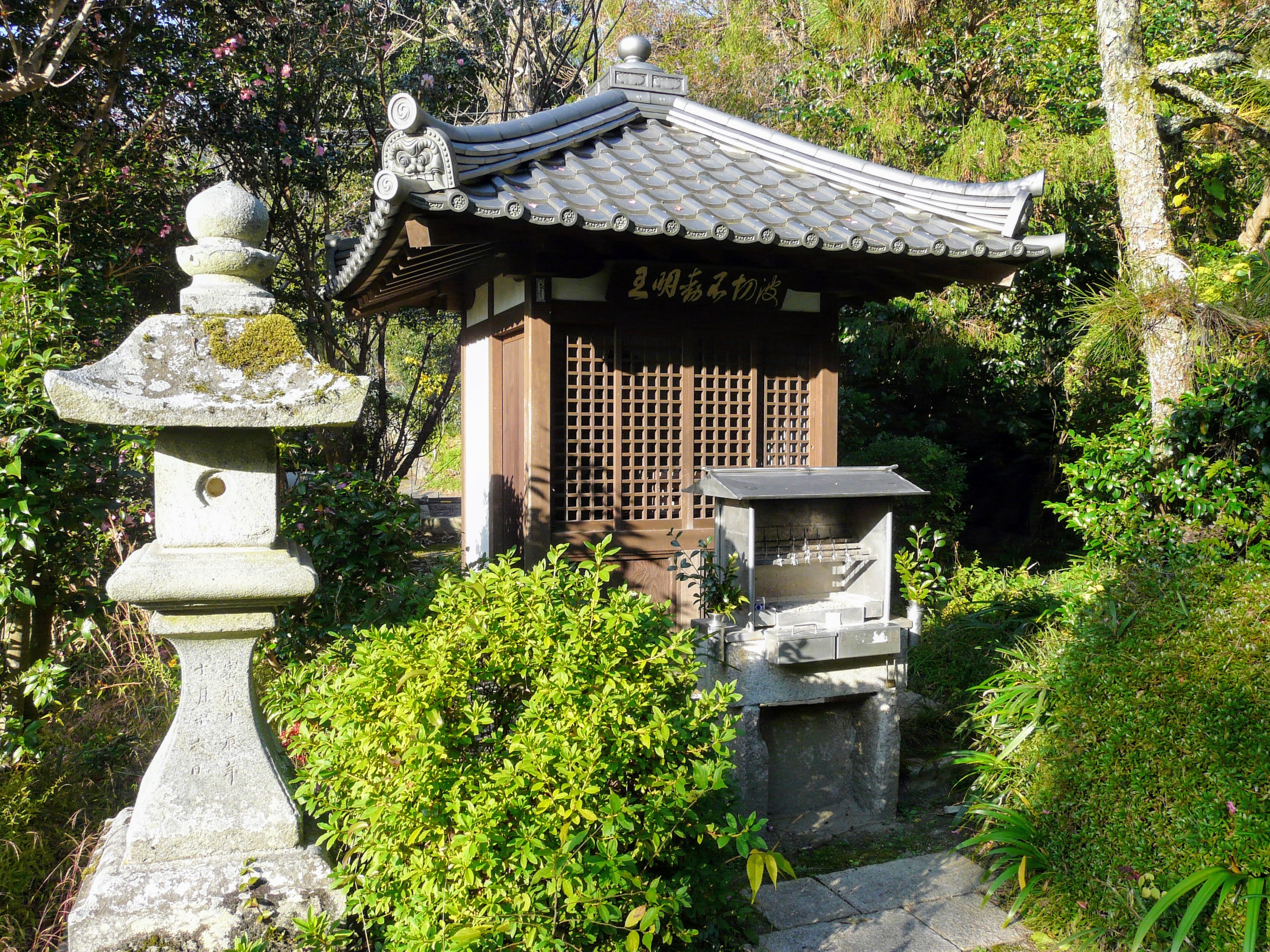
浪切不動
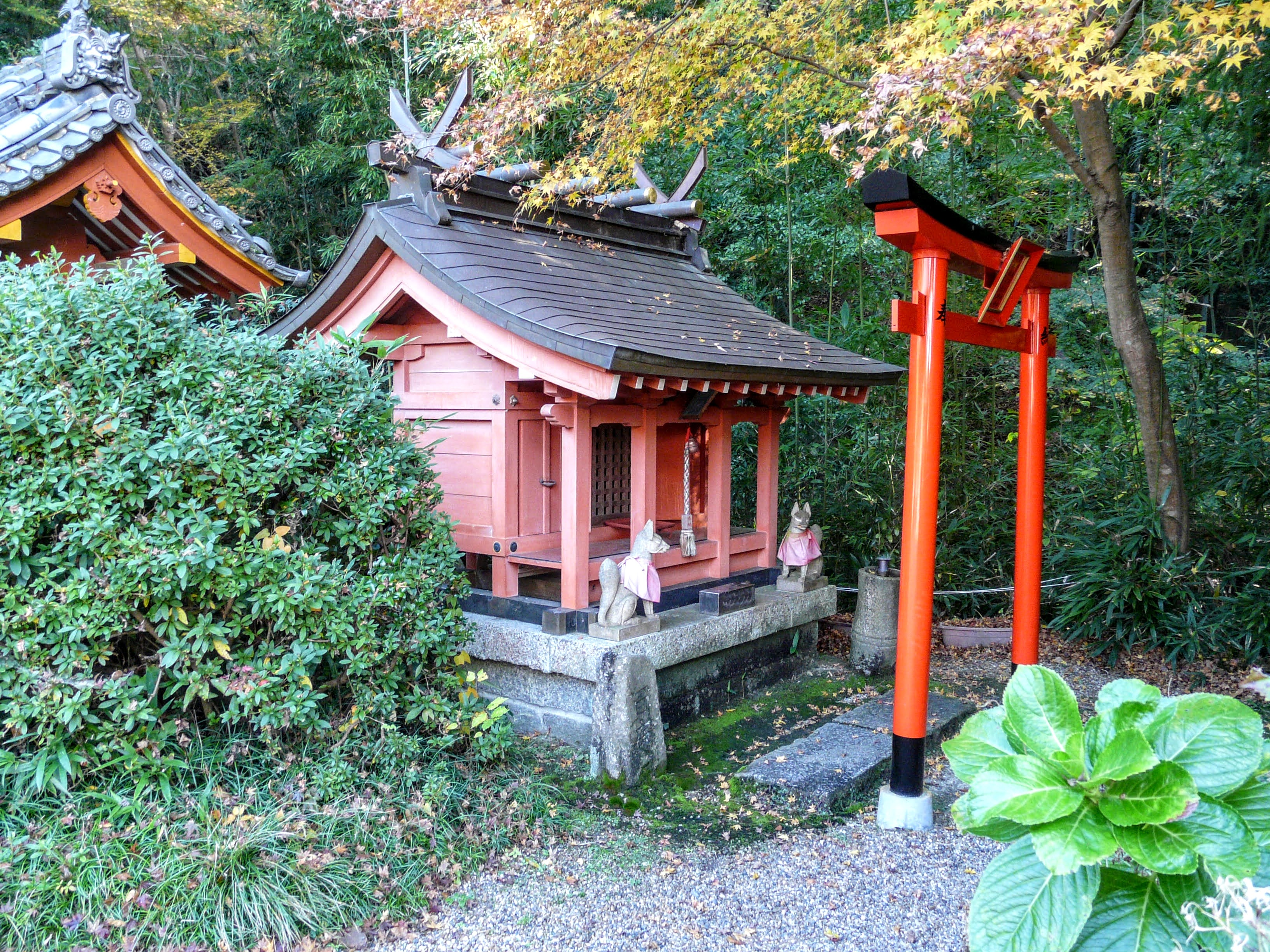
稲荷社
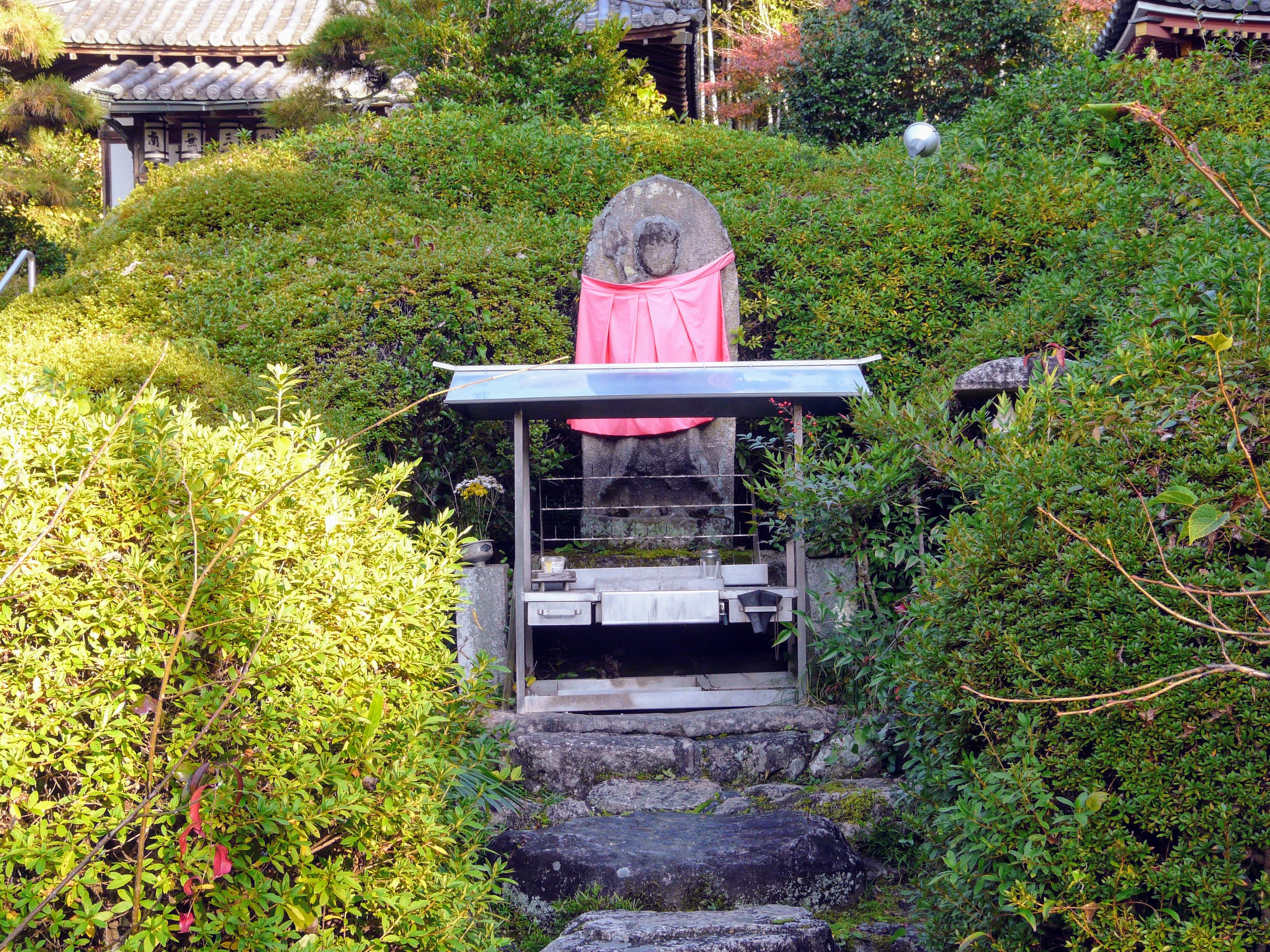
熱とり地蔵尊
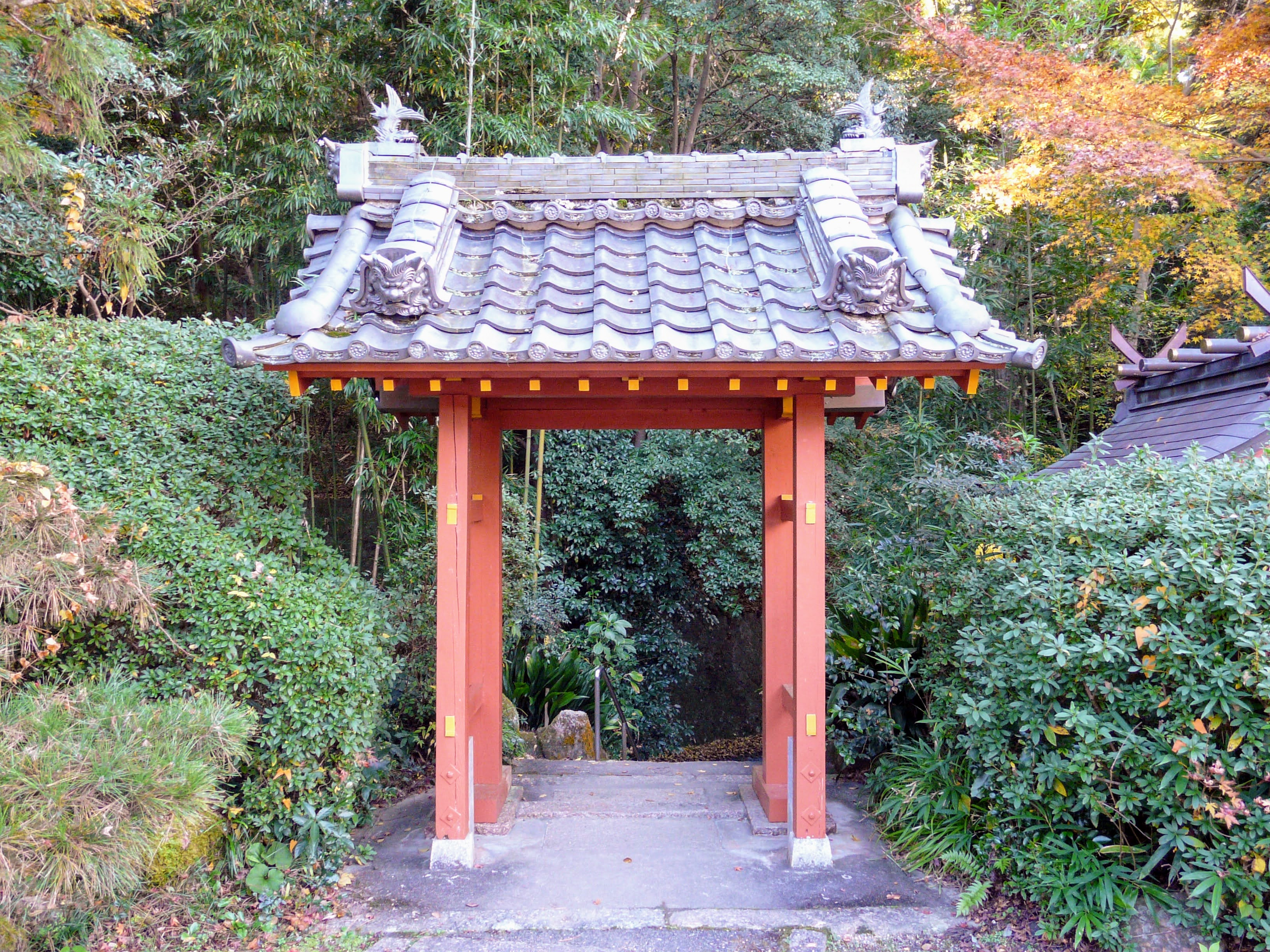
赤門

## 前後の札所
大和北部八十八ヶ所霊場
80 長岳寺　-　81 平等寺　-　82 安倍文殊院